# Haralson
Haralson város az USA Georgia államában, Coweta és Meriwether megyében. Lakosainak száma 172 fő (2020. április 1.).

## Népesség
A település népességének változása:
| Lakosok száma | 114  | 166  | 172  |
|               | 1890 | 2010 | 2020 |